# Comté de Forcalquier
c.1093–1209
Entités précédentes :
- Comté de Provence

Entités suivantes :
- Comté de Provence
- Dauphiné de Viennois (Gapençais et Embrunais)

Le Comté de Forcalquier est une ancienne principauté féodale située au nord et à l'ouest de la Durance.

## Création du comté de Forcalquier

Le Comté de Forcalquier dans le Saint-Empire romain germanique en 1180.

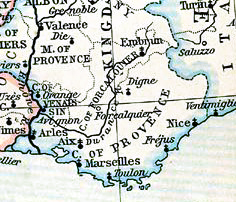
Le Comté de Forcalquier en 1184.

Le comté de Forcalquier (Fourcauquié en provençal, graphie mistralienne et Forcauquier en écriture classique, de l'ancien provençal Forcalquier avant vocalisation du -l en -u) est issu du comté de Provence, dont les règles de succession prévoyaient l'indivision. Toutefois, à la fin du XIe siècle, la maison de Provence disparait. Restent deux comtesses veuves, Adélaïde de Provence, qui devient ensuite Adélaïde de Forcalquier, et Gerberge de Provence. Le partage conclu entre ces deux branches a lieu à une date inconnue, entre 1090 et 1105. Une autre transaction a lieu entre les maisons de Toulouse et de Barcelone le 16 septembre 1125 : les Barcelone renoncent à la rive droite du Rhône et à la rive droite de la Durance. Le règlement entre les Toulouse et les Avignon-Forcalquier n'a probablement lieu qu'entre 1168 et 1177 (selon Manteyer) ou en 1095 (selon Tournadre).
Finalement, la lignée d'Adélaïde garde les trois huitièmes du comté, la lignée de Gerberge et sa fille Douce (réunie à celle des comtes de Barcelone) obtient trois huitièmes, et deux huitièmes pour la maison de Toulouse.
L'accord entre Raymond de Toulouse et Guillaume II de Forcalquier fixe ainsi les limites du comté de Forcalquier : de la Durance après Cavaillon, la limite passe à l'ouest d'Apt, à l'est de Carpentras et Vaison. Dans ce secteur, Sault est sur la frontière, qui passe ensuite par le col de Cabre et Pont-Haut, près de La Mure. Die est dans le marquisat de Provence (aux Toulouse), l'abbaye de Sénanque, Sisteron, les comtés de Gap et d'Embrun dans le comté de Forcalquier. La Durance est la frontière à l'est et au sud, sauf sur l'Ubaye : toute la vallée de Barcelonnette relève de Forcalquier. Le Briançonnais relève des comtes d'Albon.

## Indépendance auXIIesiècle
Le comté de Forcalquier englobe donc les régions de Forcalquier, Sisteron, Gap et Embrun. En 1125, le partage entre comté de Provence au sud et marquisat de Provence au nord-ouest permet au comte de Forcalquier Guillaume Ier de se dire indépendant. Par un diplôme du 21 décembre 1174, le comte Guillaume II obtient de l'empereur Frédéric Ier Barberousse de dépendre immédiatement de l'Empire. En 1193, le comte Guillaume II laisse le comté à sa petite-fille Garsende de Sabran et à son mari le comte Alphonse II de Provence, se réservant seulement l'usufruit, sauf les villages de Cucuron, Ansouis et La Motte qu'il donne au fils que son gendre, Rainier Ier de Sabran a eu d'un premier mariage. Puis il reprend le Gapençais et l'Embrunnais pour les donner à son autre petite fille Béatrix de Sabran, ce qui entraine une guerre entre les Forcalquier et les Aragon. À la mort de Guillaume II, en 1209, le comte de Provence occupe Sisteron mais ne réussit pas à prendre, par siège, Forcalquier. Le comté de Forcalquier est partagé entre le comté de Provence (sud du comté) et le Dauphiné (Gapençais et Embrunnais).

## Guerre des Sabran
L'existence du comté de Forcalquier prend fin en 1220 avec l'arbitrage qui se tient le 29 juin, à Meyrargues. La sentence partage le comté entre Raymond Bérenger et Guillaume de Sabran. La partie septentrionale, jusqu'au Buëch, au nord de Sisteron, est attribuée à Raymond Bérenger ; la partie méridionale, jusqu'à la Durance, renvient à Guillaume. Les deux comtes gardent cependant quelques enclaves l'une dans le domaine de l'autre : Raymond Bérenger conserve, au sud, Montjustin, Grambois et Beaumont ; Guillaume, au nord, Peyruis, Châteauneuf et Château-Arnoux. Avignon et L'Isle restent indivis,. Le 26 janvier 1229, Raymond Bérenger reçoit l'hommage de Guillaume qui devient ainsi son vassal.